# X-Rated Critics Organization
Lo X-Rated Critics Organization (XRCO) è un gruppo composto da scrittori ed editori legati all'industria del intrattenimento per adulti che ogni anno assegna dei premi legati al mondo pornografico.

## Storia
L'organizzazione è stata fondata nel 1984,  a seguito dello scandalo che ha investito la pellicola Virginia E la vittoria nella premiazione come miglior scena erotica durante gli Adult Film Association of America Awards. Il regista, produttore e storico del porno Jim Holliday è stato il padre fondatore del X-Rated Critics Organization.
I primi XRCO Awards furono presentati a Hollywood il 14 febbraio 1985 e fino al 1991 vennero sempre assegnati il giorno di San Valentino mentre dalle edizioni successive si svolgono tra la fine primavera ed estate ed è l'unico concorso dell'industria pornografica che si svolge a porte chiuse.
Tra i suoi membri attuali vi sono diversi professionisti provenienti sia dal mondo della carta stampata che di Internet, tra cui diversi critici cinematografici.
Il presidente iniziale di XRCO, Jared Rutter, si è dimesso nel 2004 ed è ora un presidente onorario. Gli attuali presidenti sono "Dirty Bob" Krotts e Dick Freeman.
Sin dalla prima edizione gli attori e le attrici più noti e rilevanti del settore vengono inseriti annualmente nella Hall of Fame.